# 路德維希·腓特烈 (符騰堡-蒙貝利亞爾)
路德維希·腓特烈（德語：Ludwig Friedrich，1586年1月29日—1631年1月26日），蒙貝利亞爾伯爵，符騰堡公爵腓特烈一世之子。

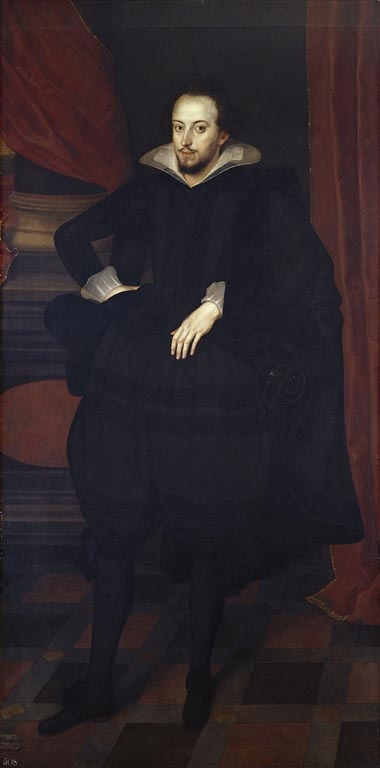

## 家庭
1617年，路德維希·腓特烈與黑森-達姆施塔特伯爵路德維希五世的女兒伊莉莎白·瑪格達列娜結婚，兩人共有1子1女：
1. 亨麗埃特·路易絲（1623年—1650年）
2. 利奧波德·腓特烈（1624年—1662年）

1625年，路德維希·腓特烈與拿騷-威爾堡的約翰·卡西米爾之女安娜·艾蕾諾爾結婚，兩人共有2子1女：
1. 格奧爾格（1626年—1669年）
2. 海因里希（1627年—1628年），夭折
3. 格奧吉娜（1630年—1630年），夭折